# 信濃川橋 (長岡市)
信濃川橋（しなのがわばし）は、新潟県長岡市新開町 - 黒津町の信濃川に架かる北陸自動車道の橋長962.5 m（メートル）の桁橋。

## 概要
北陸自動車道・長岡JCTと中之島見附ICとの間に位置する全長962.5 m、片側2車線（上下線併せて4車線）の橋梁として1975年（昭和50年）秋に竣工した。
1978年（昭和53年）9月21日に北陸自動車道・新潟黒埼IC（現・新潟西IC）と長岡ICの区間が開通し、信濃川橋も同時に供用開始となった。橋上の制限速度は100 km/hだが、周囲は田園地帯であり風が遮られる要素がまったく無いため、運転時には横風の影響を受けやすい。維持・管理は東日本高速道路新潟支社が行う。
当橋梁の下流側には国道403号の与板橋が、上流側には国道351号の蔵王橋が、それぞれ架橋されている。

### 諸元
- 形式 - 鋼2径間 + 3径間3連 + 2径間連続箱桁橋
- 橋長 - 962.500 m
  - 支間割 - 2×73.600 m + 3×( 3×73.600 m ) + 2×73.600 m
- 幅員
  - 上下総幅員 - 24.400 m
  - 総幅員 - 11.650 m
  - 有効幅員 - 10.000 m
- 総鋼重 - 3 606 t
  - 主径間1連分 - 1 201 t
- 床版 - 鉄筋コンクリート
- 施工 - 三菱重工業（上り）・宮地鐵工所[注釈 1]
- 架設工法（上り） - エレクションガーダー工法 (A1 - P1)・トラッククレーンベント工法 (P1 - P4、P9・P10中央 - A2)・ケーブルクレーン片持ち式工法 (P4 - P9・P10中央)

## ギャラリー

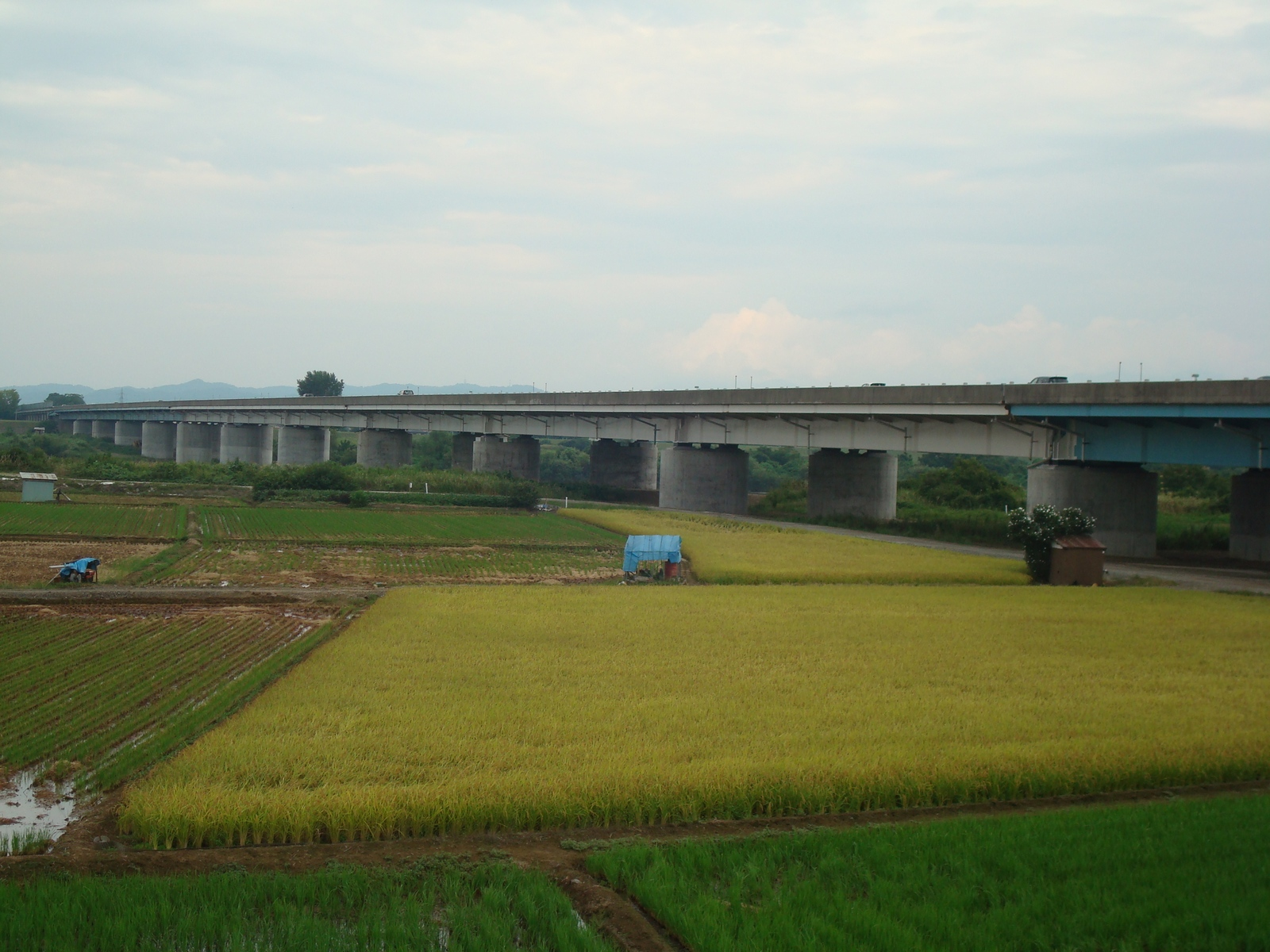
遠景
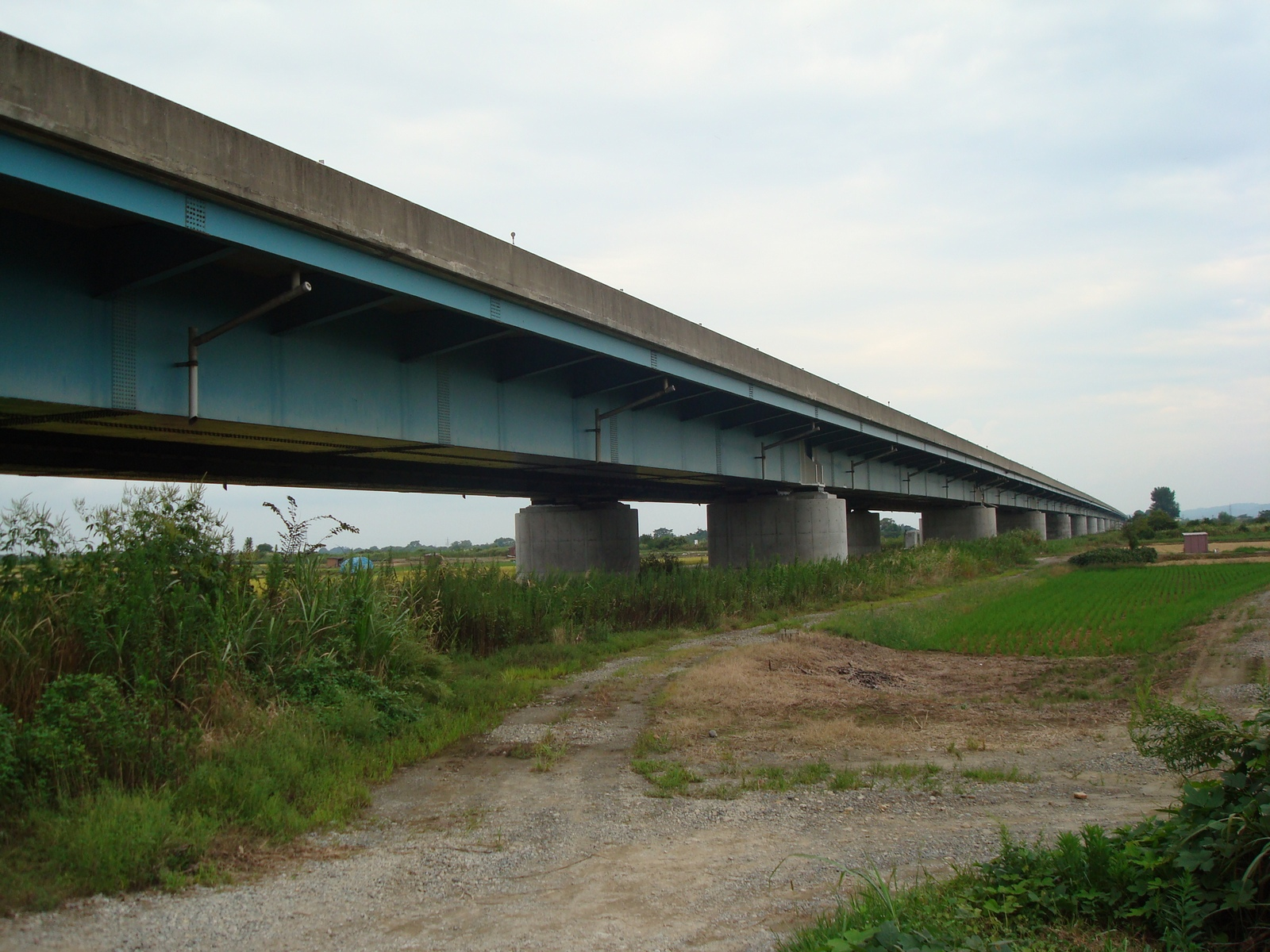
左岸河川敷
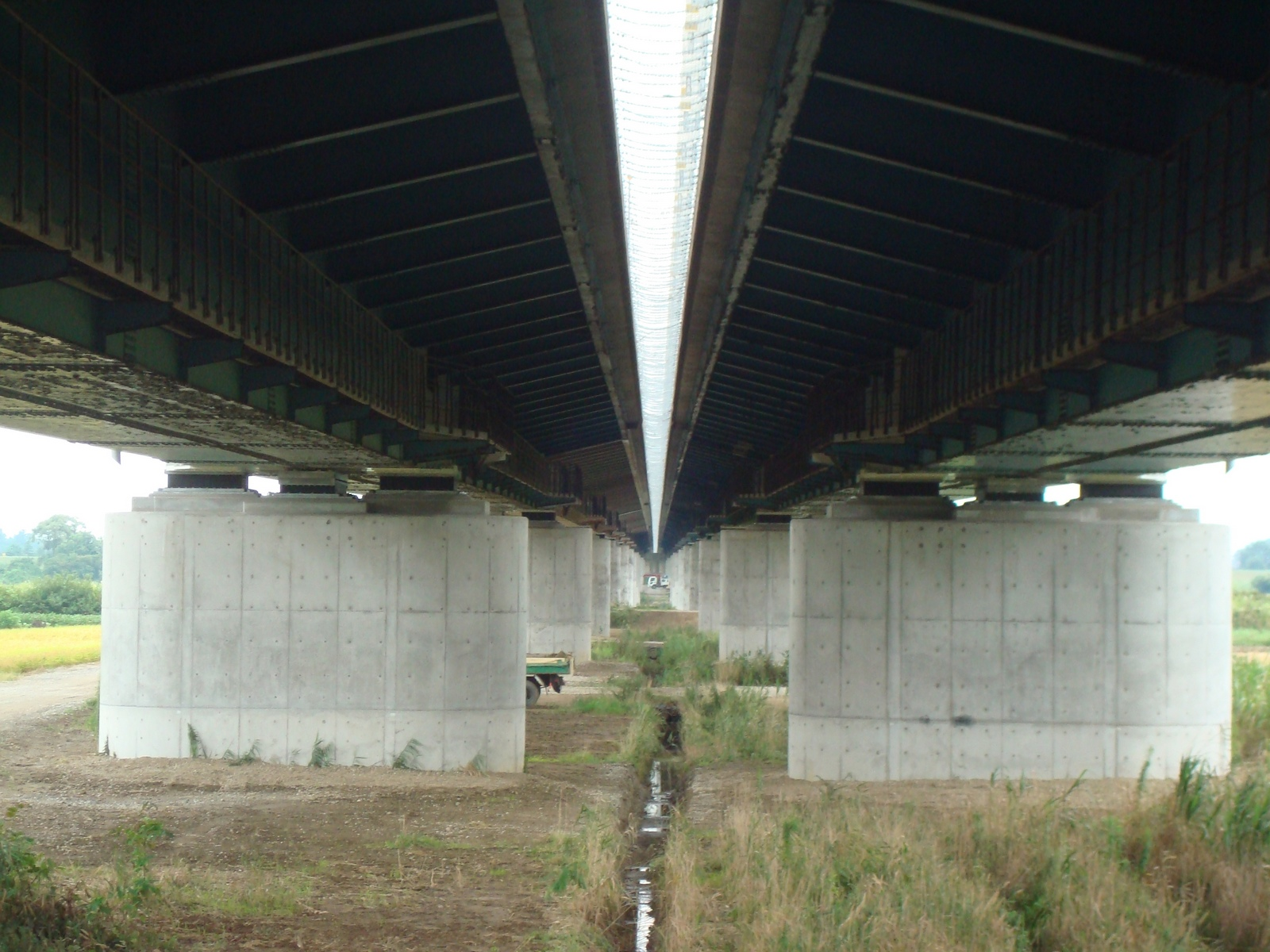
下部